# Juan Manuel Abal Medina
Juan Manuel Abal Medina  (né le 5 mai 1968 à Buenos Aires) est un homme politique et écrivain argentin, devenu Chef de cabinet des ministres d'Argentine à partir du 10 décembre 2011.

## Biographie
Juan Manuel Abal Medina est né à Buenos Aires. Son père Juan Manuel Abal Medina Senior, fut secrétaire général du mouvement péroniste au début des années 1970  et fut le dernier représentant du leader populiste Juan Perón avant son retour en Argentine en 1973. Son oncle, Fernando Abal Medina, a fondé l'organisation  Montoneros. Les activités politiques de sa famille ont abouti à leur persécution durant la dictature militaire (1976-1983), s'exilant au Mexique. 
Abal Medina retourna en Argentine. Il y obtint une licence en science politique à l'Université de Buenos Aires en 1994 et devint Philosophiæ doctor en science politique en 2000 à la Facultad Latinoamericana de Ciencias Sociales, à Mexico. Puis il enseigna à l'Université nationale de Quilmes, à l'Université nationale du général San Martín, et à l'université de San Andrés. Abal Medina a publié un nombre important d'ouvrages, le premier en 2001 avec son étude sur l'histoire des élections en Argentine, El federalismo electoral argentino, ainsi que de nombreux articles dans des magazines de science politique.
Il entra dans la vie publique en 2000, en tant que directeur de l'Institut de l'Administration nationale publique, sous le mandat du président Fernando de la Rúa, et en 2001 fut désigné directeur politique et législatif du maire de Buenos Aires, Aníbal Ibarra, devenant plus tard son directeur de la planification stratégique entre 2003 et 2005. Il fut nommé sous-secrétaire à l'Administration publique par le président Néstor Kirchner, poste qu'il occupa d'octobre 2005 à décembre 2007, et fut promu secrétaire au même poste par Cristina Kirchner. Il reçut également le portefeuille d'assistant du Chef de cabinet des ministres en août 2008. Il occupe ensuite le poste de secrétaire à la communication du janvier à décembre 2011. 
Le 10 décembre 2011, il est nommé Chef de cabinet des ministres d'Argentine par la présidente Cristina Kirchner, en remplacement de Aníbal Fernández, élu au Sénat.